# Skăt
Die Skăt (sprich [ˈskət], bulgarisch Скът) ist der größte Nebenfluss der Ogosta. Andere Schreibweisen sind Skat, Skŭt und Skut. Der lateinische Name des Flusses lautet Scitus.

## Geographie
Die Skăt entspringt in den Weslets-Bergen (bulgarisch: Веслец), nördlich der höchsten Erhebung, dem Manyaschki vrah (781 m) (bulgarisch: Маняшки връх) auf 556 m Höhe. Sie fließt ostwärts bis zu dem Dorf Gorno Peschtene (bulgarisch: Горно Пещене) und biegt dann nach Norden ab. Nach dem Durchbrechen einer kurzen Schlucht bei Borowanska Mogila (bulgarisch: Борованска Могила)wendet sich die Skăt wieder nach Osten, erreicht die Donauebene und fließt durch ein breites asymmetrisches Tal mit steilem Südhang. Hinter Barkaschewo (bulgarisch: Бъркачево ) biegt der Fluss wieder nordwärts. Bei Lipniza (bulgarisch: Липница) mündet der bedeutendste Nebenfluss, die Bŭrzina (auch: Barzina; bulgarisch: Бързина) in die Skăt.
Auf Grund des sehr sandigen Bodens mäandert der Fluss stark, er wird bis zu 10 m breit. Hinter der Stadt Mizia mündet die Skăt bei dem Dorf Saraewo in die Ogosta. Vor 1970 mündete die Skăt als eigener Fluss in die Donau.
Die Ogosta wurde kurz hinter Charlez (bulgarisch: Хърлец), zwei Kilometer vor der Mündung, in ein neues Kanalbett geleitet. Das neue Flussbett entstand, um Platz für das Atomkraftwerk Kosloduj, (bulgarisch: Козлодуй) zu schaffen. Das Bett der Skăt wurde in die Ogosta umgeleitet, so dass der Fluss jetzt zwei km kürzer ist.

## Hydrologie

### Volumen
Das Einzugsgebiet der Skăt umfasst 1074,1 km²; nach anderen Quellen 1070 km². Ein Drittel des Einzugsgebietes der Ogosta kommt von der Skăt. Das Flusssystem der Skăt besteht aus 20 Zuflüssen, von denen die Bŭrzina (bulgarisch: Бързина) der bedeutendste ist.
Die durchschnittliche jährliche Abflussmenge beträgt auf halber Höhe des Flusslaufes bei Nyawinin (bulgarisch: Нивянин) 0,86 m³/s. Beim letzten Pegel vor der Mündung in die Ogosta bei Mizia (bulgarisch: Мизия) sind es 1,7 m³/s.
Am meisten Wasser führt die Skăt während der Schneeschmelze im Frühjahr, am wenigsten im August. Die Angaben zur jährlichen Verteilung der Abflüsse beziehen sich auf den Zeitraum 1950/1951 bis 1982/1983.
| Wassermenge                  | Jan  | Feb   | März  | April | Mai   | Juni  | Juli | Aug  | Sept | Okt  | Nov  | Dez  | jährlicher Durchschnitt |
| ---------------------------- | ---- | ----- | ----- | ----- | ----- | ----- | ---- | ---- | ---- | ---- | ---- | ---- | ----------------------- |
| Menge (m3/s)                 | 0,72 | 1,31  | 2,02  | 1,36  | 1,51  | 1,07  | 0,38 | 0,24 | 0,35 | 0,40 | 0,31 | 0,70 | 0,86                    |
| Menge (% des Jahresvolumens) | 6,90 | 12,60 | 19,50 | 13,10 | 14,60 | 10,30 | 3,70 | 2,30 | 3,40 | 3,80 | 3,00 | 6,80 | 100,0                   |

Trotz der relativ geringen Wassermenge kommt es am Unterlauf der Skăt immer wieder zu größeren Überschwemmungen, so in Mizia im August 2014, wo über hundert Häuser durch Hochwasser zerstört wurden. Der Schaden betrug mehrere Millionen Euro.

### Wasserqualität
Obwohl das Flusswasser als Trinkwasser für angrenzende Gemeinden genutzt wird, leidet es unter Verschmutzung. So ist das Wasser der Skăt stark mit Nitrat belastet, welches durch die Überdüngung der landwirtschaftlichen Flächen entlang des Flusses eingeschwemmt wird. Auch sind die Kläranlagen entlang des Flusses nicht auf dem neueren Stand der Technik.

### Ortschaften
Die Skăt fließt durch einen eher dünn besiedelten Teil Bulgariens. Die einzige größere Stadt an ihren Ufern ist Mizia (bulgarisch: Мизия) mit 3500 Einwohnern. Folgende Siedlungen liegen an der Skăt, flussabwärts betrachtet (bulgarische Schreibweise in Klammer):
Stadt Wraza (Враца):
- Gorno Peschtene (Горно Пещене)
- Golemo Peschtene (Големо Пещене)
- Malo Peschtene (Мало Пещене)
- Ochoden; (Оходен)

Stadt Borowan: (Борован)
- Borowan (Борован)
- Niwianin (Нивянин)

Gemeinde Byala Slatina (Бяла Слатина):
- Komarewo (Комарево)
- Barkaschewo (Бъркачево)
- Popitsa (Попица)
- Grad Byala Slatina (град Бяла Слатина)
- Tarnawa (Търнава)
- Altimir (Алтимир)
- Galiche (Галиче)

Stadt Mizia (Мизия):
- Lipnitsa (Липница)
- Krushovitsa (Крушовица)
- Voĭvodovo (Войводово)
- Grad Miziya (град Мизия)
- Saraewo (Сараево)

### Nutzung
Ab Ochoden (bulgarisch: Оходен) dient der Fluss zur Bewässerung der umliegenden Felder. Drei kleine Stauseen dienen der Regulierung des Wasserspiegels und der Bewässerung.

### Ökologie
Der Fluss ist seit März 2007 im Bereich von Tarnawa bis Lipnitsa ein geschütztes Gebiet im Rahmen des Natura 2000-Netzwerkes, welches über EUNIS (European Nature Information System) überwacht wird. Das Schutzgebiet rechts und links des Flusses umfasst zurzeit 408,59 Hektar. Nach der Fauna-Flora-Habitat-Richtlinie der EU ist es ein „Gebiet von gemeinschaftlicher Bedeutung“ (GGB, Site of Community Importance SCI).
Die nachfolgenden Tiere werden von der Europäischen Union in den Anhängen II und IV der FFH-Richtlinie geführt und gelten somit als streng zu schützende Art von gemeinschaftlichem Interesse, für deren Erhalt besondere Schutzgebiete ausgewiesen werden müssen. Im Schutzgebiet „Reka Skat“ sind dies
- bei den Amphibien die Rotbauchunke (Bombina bombina) sowie der stark gefährdete Donau-Kammmolch (Triturus dobrogicus);
- bei den Fischen die Hundsbarbe, auch Forellenbarbe genannt (Barbus meridionalis), die ebenso vom Aussterben bedroht ist wie der Steingreßling (Gobio uranoscopus) sowie der stark gefährdete Steinbeißer (Cobitis taenia) und Bitterling (Rhodeus sericeus amarus);
- bei den Insekten der Hirschkäfer (Lucanus cervus) und der Alpenbock (Rosalia alpina), Käfer, beide ebenfalls stark in ihrem Bestand gefährdet;
- bei den Mollusken die Bachmuschel (Unio crassus);
- bei den Reptilien die Fleckennatter (Elaphe sauromates), die fast nur in Bulgarien vorkommt, sowie die Europäische Sumpfschildkröte (Emys orbicularis) und die Griechische Landschildkröte (Testudo hermanni);
- bei den Säugetieren der Fischotter (Lutra lutra), der Rumänische Hamster (Mesocricetus newtoni), der an den Ufern der Skăt sein westlichstes Verbreitungsgebiet hat[8] sowie die Langfußfledermaus (Myotis capaccinii).